# Keith Ellison
Keith Maurice Ellison (Detroit, 4 augustus 1963) is een Amerikaans politicus van de Democratic-Farmer-Labor Party van Minnesota en de nationale Democratische Partij.
Van 2003 tot 2007 was Ellison vertegenwoordiger in het Huis van Afgevaardigden van Minnesota.
Ellison vertegenwoordigt het 5e congresdistrict van Minnesota – dat Minneapolis en enkele voorsteden omvat – sinds 3 januari 2007 in het Huis van Afgevaardigden. Hij dient als Chief Deputy Whip van de Democraten in het Huis en zetelt in de bankencommissie. Bij zijn verkiezing in 2006 was Ellison de eerste moslim verkozen tot het Amerikaans Congres. 
Ellison staat bekend als een progressief parlementslid en is medevoorzitter van de Congressional Progressive Caucus. Hij was een van de eerste nationale politici die de sociaaldemocratische kandidaat Bernie Sanders openlijk steunde in de presidentsverkiezingen van 2016. Ellison was in 2017 een vooraanstaand kandidaat om voorzitter te worden van het Democratisch Nationaal Comité, de partijorganisatie, waar hij in de tweede stemronde verloor van Tom Perez.
In 2018 kondigde hij aan dat hij zich niet opnieuw verkiesbaar zou stellen voor het Congres, maar dat hij kandidaat was om procureur-generaal (attorney general) te worden van Minnesota. Hij won de Democratische voorverkiezing op 14 augustus en won de algemene verkiezing op 6 november na een verhitte kiescampagne. Ellison volgt Lori Swanson op. In het Congres wordt hij opgevolgd door partijgenote Ilhan Omar.
- Gemeinsame Normdatei: 1299961118
- International Standard Name Identifier: 0000 0003 9989 0287
- Library of Congress Control Number: n2013001780
- Nationale Bibliotheek van Israël: 987007524096105171
- SNAC: w6b38kkn
- Biographical Directory of the United States Congress: E000288
- Virtual International Authority File: 295544646
- WorldCat: E39PBJr7WKpJwDV4ydrtPkBtrq